# Schiedsstelle Patientenverfügung

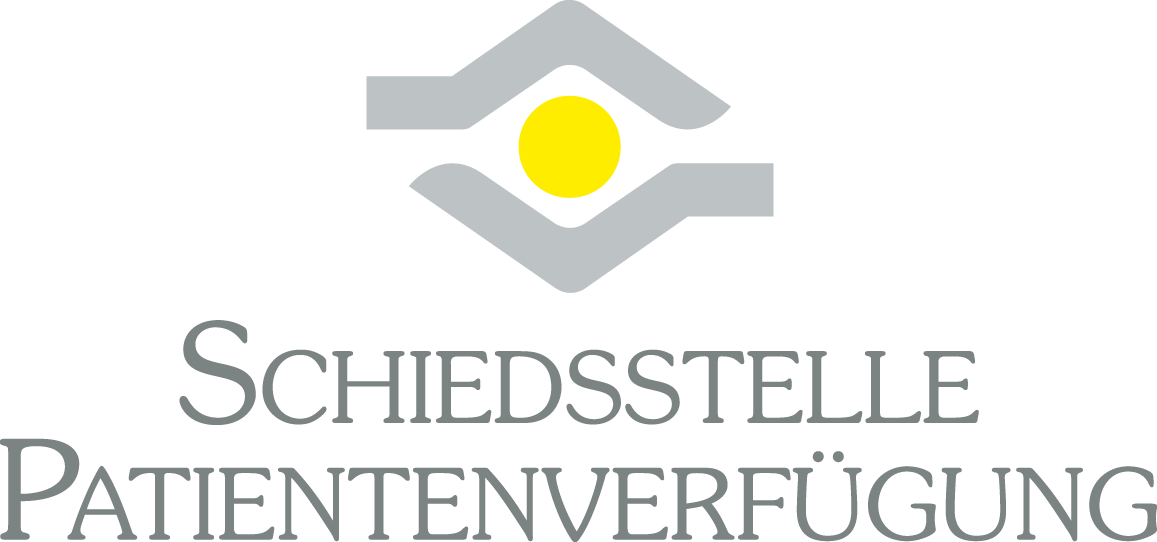
Logo der Schiedsstelle Patientenverfügung

An die Schiedsstelle Patientenverfügung können sich sowohl Ärzte als auch Angehörige wenden, wenn es bei der Auslegung einer Patientenverfügung zu Konflikten kommt. Betrieben wird die Schiedsstelle seit Juni 2009 von der Deutschen Stiftung Patientenschutz. Für diesen Service sollen laut Angaben der Stiftung keine Gebühren erhoben werden.

## Leistungen der Schiedsstelle
Im Streitfall prüfen Mitarbeiter der Deutschen Stiftung Patientenschutz nach eigenen Angaben jede Patientenverfügung innerhalb von zwei Werktagen. So sollen drohende gerichtliche Auseinandersetzungen vermieden werden, wenn sich behandelnder Arzt und Betreuer bzw. Bevollmächtigter uneins sind über die Auslegung einer Verfügung. Dies kann zum Beispiel vorkommen, wenn eine Patientenverfügung nicht präzise genug formuliert ist: Laut des am 18. Juni 2009 vom Deutschen Bundestag beschlossenen Patientenverfügungsgesetzes muss sich eine Patientenverfügung auf bestimmte Untersuchungen des Gesundheitszustandes, Heilbehandlungen oder ärztliche Eingriffe beziehen und „auf die konkrete Lebens- und Behandlungssituation zutreffen“, damit ihr Geltung verschafft werden kann. Praktiker gehen davon aus, dass Patientenverfügungen, die ohne Beratung entstanden sind, diese Kriterien nur selten erfüllen. Die Deutsche Stiftung Patientenschutz hat deshalb die Schiedsstelle eingerichtet.
Zur Lösung möglicher Konflikte bietet die Stiftung je nach Bedarf von der telefonischen Beratung über die Erstellung von Gutachten bis hin zur Mediation vor Ort ihre Hilfe an.

### Andere Hilfen
An einigen Krankenhäusern gibt es sogenannte Ethik-Konsile, die unter anderem auch bei nicht eindeutigen Patientenverfügungen tätig werden. Im Dialog mit Ärzten, Pflegenden und Angehörigen sollen so Lösungen gefunden werden, die im Sinne des einwilligungsunfähigen Patienten sind.

### Unterstützung beim Verfassen von Patientenverfügungen
In der Begründung zum Patientenverfügungsgesetz wird empfohlen, beim Verfassen einer Patientenverfügung fachkundige Beratung in Anspruch zu nehmen, um nicht das Risiko einzugehen, dass ungenaue Formulierungen die Verfügung unwirksam werden lassen. Es gibt in Deutschland verschiedene Stellen, die beim Verfassen von Patientenverfügungen helfen. Eine davon ist die Deutsche Stiftung Patientenschutz. Die Mitglieder ihres Fördervereins können sich gebührenfrei individuelle Patientenverfügungen erstellen lassen, die die Anforderungen des Gesetzes erfüllen. Im Jahr 2012 wurden laut Aussagen der Stiftung 11.700 Beratungsgespräche geführt.